# این کیو دان
این کیو دان با لقب «خرس» (انگلیسی: In Kyo-don؛ متولد ۲۷ ژوئن ۱۹۹۲) یک تکواندوکار اهل کره جنوبی است. وی در مسابقات گرند اسلم جهانی تکواندو در سال ۲۰۱۷ در کلاس سنگین‌وزن به مدال طلا دست یافت.